# 丸十服装
丸十服装株式会社（まるじゅうふくそう）は、大阪市大正区泉尾に本社を置く各種業務用制服の製造販売をおこなうメーカーである。

## 会社概要
基幹ブランド「ALBIC（アルビック）」の業務用作業服を中心に、オフィス用の事務服、その他病院等の医療機関で使われる白衣などの製造販売をおこなう。
特に女性用のオフィスウェアで、多数のブランドを持つのみならず、クライアント側が求めるオリジナルウェアの要望に対応できるような柔軟な姿勢を取っている点が強みである。

## 沿革
- 1929年（昭和4年） - 大阪市港区で作業服専門の製造・販売店「丸十服装店」として創業。
- 1963年（昭和38年） - 株式会社に改組。これに伴い、本社を大正区へ移動。
- 1993年（平成5年） - 現在の7階建て新社屋（写真）を建設。

## 主なブランド
- ALBIC

OFFICE-CLUB
ビタミン倶楽部
オフィス倶楽部
Maluju
- 作業服 - MJシリーズ、ALシリーズ（作業服・防寒服・ポロシャツ等）
- 事務服 - 「One-Dash」「On&OFF」（ベスト・スカート等）
- 介護衣料 - 「ノモス（NOMOS）」（介護パジャマ、検診衣、給食衣等）